# Estela dels evadits
Les Esteles dels evadits de la França és un conjunt de monuments aixecats a la memòria dels resistents que van abandonar la França per tal d'unir-se a la Resistència o Exèrcit d'alliberament a través d'Espanya durant la Segona Guerra Mundial. La major part està situada al llarg de la frontera francoespanyola.

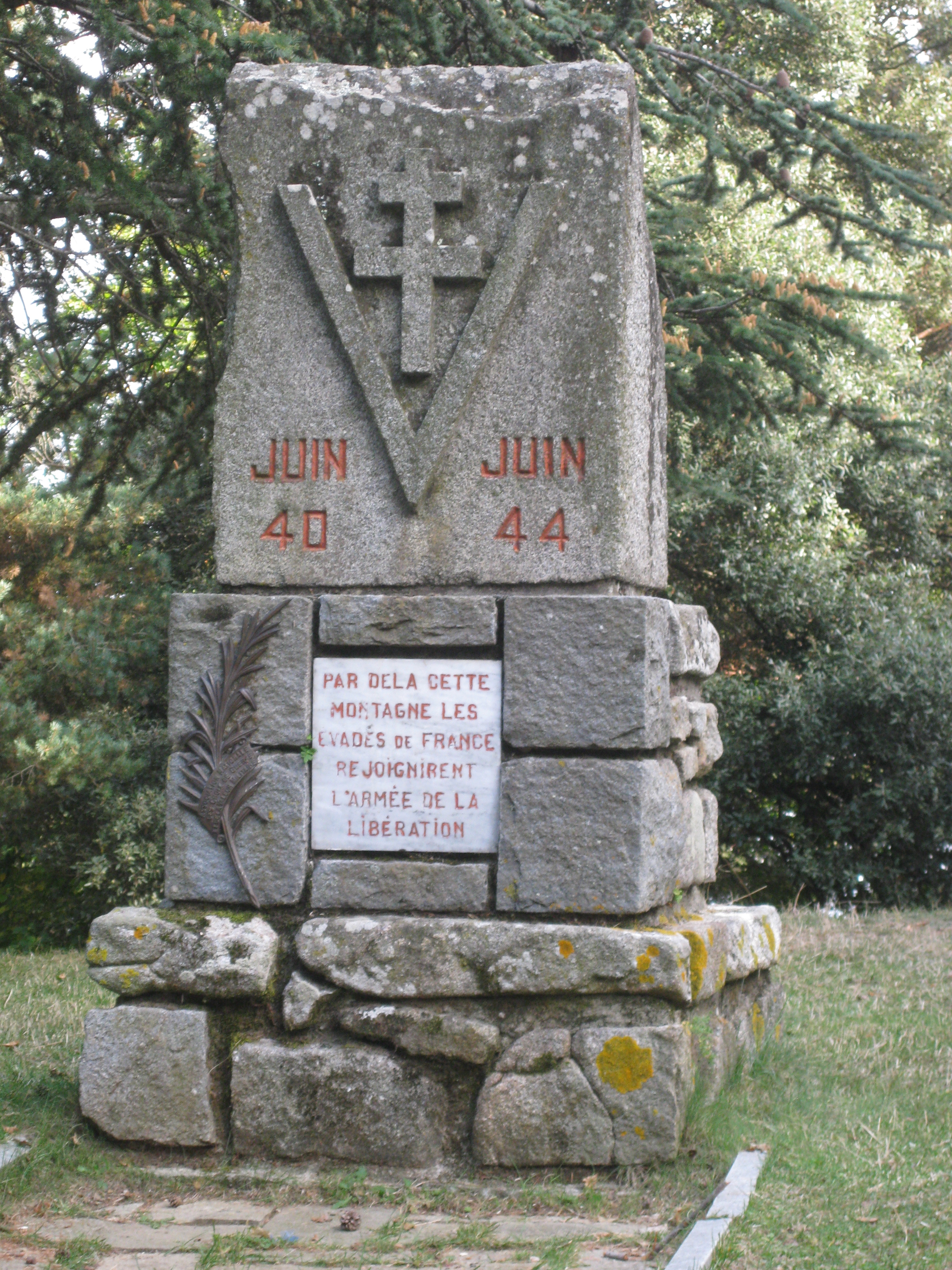
Estela dels evadits del Coll de Fontfreda, entre Ceret i Morellàs i les Illes

La més antiga fou erigida a Ceret el 1946, al Coll de Fontfreda, prop del Puig de Fontfreda.
Les altres existents, amb el seu any de construcció són:
- Ascain (1947),
- Hendaia (1957),
- Ciboure (1955),
- Bedous (1987),
- Laruns (1988),
- Getaria (1989),
- Biarritz (1990),
- Dorres (1990),
- Narbonne (1993),
- La Pèira Sant Martin, (1993),
- Aunac, (1994),
- Itxassou (1995),
- Bordèus (1995),
- Loudenvielle (1996),
- Capbreton (1998),
- Hasparren (1998)
- París (1999),
- Marinhac (2002),
- Atharratze-Sorholüze (2006).[1]

## Bibliographie
- Sébastien Barrère, Pyrénées, l'échappée vers la liberté. Les évadés de France, Éditions Cairn, 2005 ISBN 2-35068-027-4.